# Peiselerrad
Das Peiseler-Schlepprad („Peiselerrad“), auch fünftes Rad genannt, ist eine Messeinrichtung für Fahrzeuge, mit dem die gefahrene Wegstrecke gemessen wird. Es wird von der Firma Peiseler GmbH in Wetzlar hergestellt. Dem Prinzip nach ein Messrad (Hodometer), ist es robuster, aber etwas weniger genau.
Obwohl es ähnliche Systeme anderer Anbieter gibt, ist der Begriff „Peiselerrad“ ein Gattungsname geworden, jedoch sind unter Laien auch verschiedene Wiedergaben des Namens üblich, etwa Preisslerrad, Peislerrad, Preislerrad u. ä. Im englischsprachigen Raum ist auch der Ausdruck „Fifth Wheel“ (fünftes Rad) gebräuchlich.

## Problemstellung
Bei Messungen von Fahrleistungen von Fahrzeugen besteht das Problem, dass die in der Regel gewünschte Genauigkeit mit Bordmitteln nicht erreichbar ist. So sind Geschwindigkeitsmesser in Fahrzeugen aufgrund von Fertigungstoleranzen nie zu 100 % genau und werden in der Regel so gebaut, dass sie eher eine etwas höhere Geschwindigkeit als die tatsächliche anzeigen. Auch ist der Umfang der Räder nicht konstant, sondern ändert sich mit Luftdruck und Verschleiß. Weitere Fehlerquellen wie Schlupf am Messrad und veränderter Umfang bei hohen Geschwindigkeiten tragen dazu bei, dass Messungen, die auf den fahrzeugeigenen Einrichtungen und Rädern basieren, ungenau sind.
Als Lösung bietet sich an, ein präzise definiertes Rad, dessen Umfang genau bekannt ist und das über eine eigene geeichte Messeinrichtung verfügt, hinter oder neben dem zu messenden Fahrzeug her zu ziehen.

## Ausführung
Das Peiseler-Schlepprad ist ein an einem Fahrzeug mitlaufendes Rad, das über Messeinrichtungen verfügt. Um die Fahrwerte nicht zu verfälschen, muss es eine im Vergleich zur Fahrzeugmasse geringe Masse sowie einen geringen Rollwiderstand haben. Daher sind Peiselerräder sehr dünne Räder mit eher großem Umfang, ähnlich einem Fahrradrad. Am Rad sind magnetische oder optoelektronische Sensoren angebracht, mit deren Hilfe die Radumdrehung gemessen und gespeichert wird. Aus der gemessenen Wegstrecke und der dafür benötigten Zeit können auch Geschwindigkeit und Beschleunigung berechnet werden. Bei neueren Ausführungen werden diese Daten auch per Funk an eine Messstation weitergegeben und mit eventuell aufgenommenen GPS-Daten kombiniert. Das Peiselerrad wird in der Regel mittels Saugnapf, Halteklammern, an Anhängerkupplungen oder an Abschleppösen am zu messenden Fahrzeug angebracht.

## Einsatzgebiet
Neben der Messung von Höchstgeschwindigkeiten und Beschleunigungszeiten von Fahrzeugen kann das Peiselerrad für alle Zwecke eingesetzt werden, in denen es auf eine exakte Messung der zurückgelegten Wegstrecke ankommt, z. B.:
- Bremsweg
- Längenmessungen eines bestimmten Weges (Längenkontrolle von Rennstrecken)
- Elastizitätsmessungen
- Schlupf (als schlupffreie Referenz)

In vielen Einsatzgebieten werden jedoch zunehmend anstatt eines Schlepprades optische Wegmesssysteme oder GPS-Empfänger verwendet, um die zurückgelegte Strecke zu messen.